# Mario D. Richardt

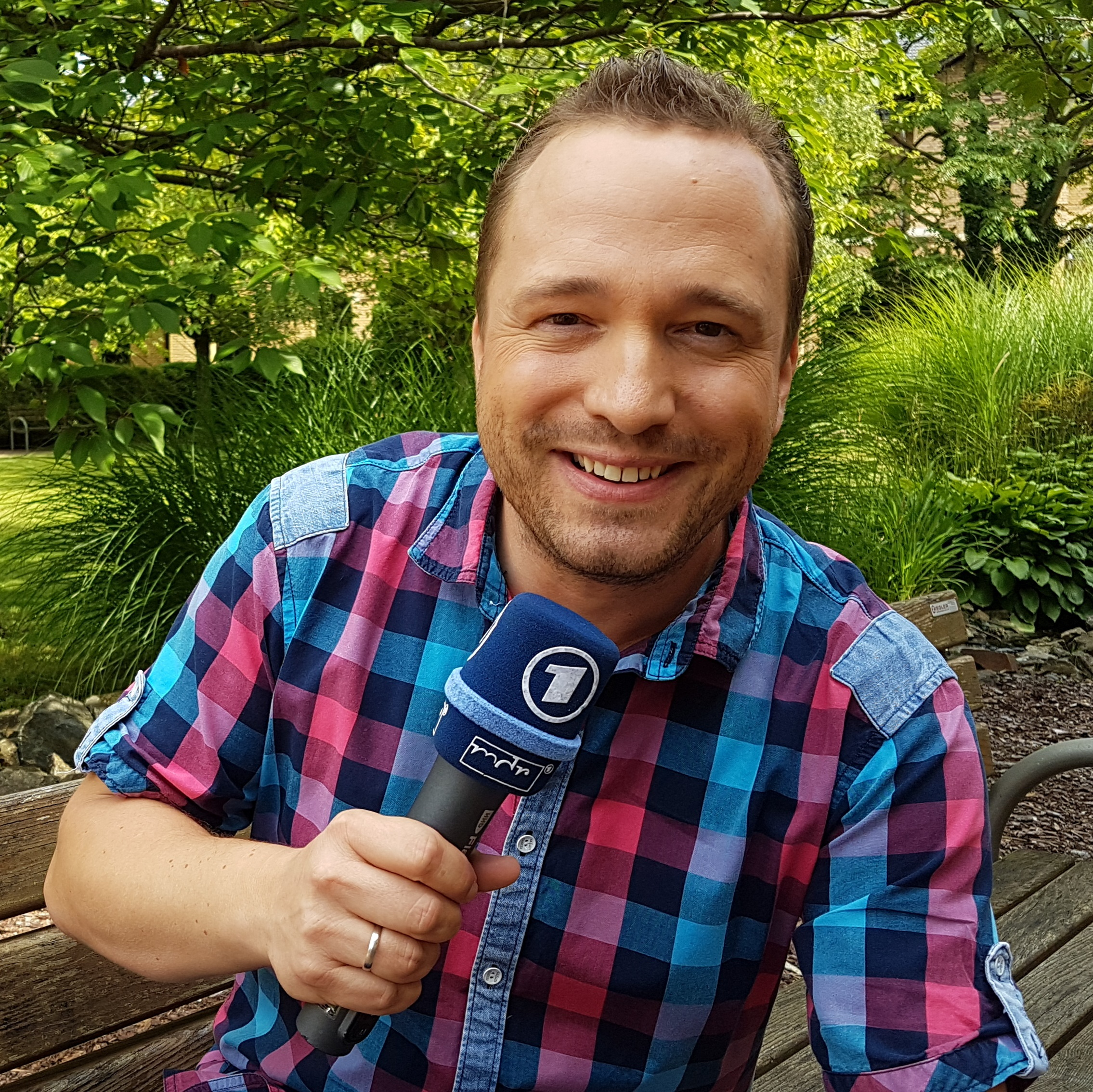
Mario D. Richardt (2016)

Mario D. Richardt (* 1. März 1976 in Ost-Berlin) ist ein deutscher Fernsehmoderator, Podcaster und Buchautor.

## Leben
Mario D. Richardt besuchte von 1982 bis 1992 im Berliner Bezirk Prenzlauer Berg die Schule. In den Jahren 1985 bis 1989 übernahm er kleinere Rollen im Fernsehen der DDR. So trat er in Alles, was Recht ist oder Flimmerstunde – Märchenrätsel auf. Erste Erfahrungen mit dem Theater machte er im Palast der Republik (Theater im Palast) bei einer Inszenierung von Prinz Friedrich von Homburg.
Im Jahr 1992 begann Richardt in Berlin eine Ausbildung zum Maler und Lackierer, die er 1995 mit dem Gesellenbrief abschloss. Im Anschluss folgte der Zivildienst im Medizinisch Sozialen Hilfsdienst (MSHD) der Arbeiterwohlfahrt. In diesem Jahr zog er von Berlin in das im Dreiländereck gelegene sächsische Zittau.
Dort begann er 1998 seine Fernsehkarriere beim Regionalfernsehsender punkteins oberlausitz TV. Neben der Moderation von Magazinsendungen und der Redaktion arbeitete er hinter der Kamera und am Schnittplatz. Nachdem er verschiedene Formate wie das Tagesjournal oder die Wochenjournal bei punkteins oberlausitz TV moderiert hatte, übernahm er ab 1999 die redaktionelle Verantwortung für das wöchentliche Sportjournal. Im Jahr 2000 entwickelte er die Comedy-Sendung Pommes mit Mario, der im November 2000 der erste Preis beim Fernsehpreis der sächsischen Landesmedienanstalt verliehen wurde. Diese Auszeichnung erhielt ebenfalls die Sendung Augenblicke 99. Hierbei handelte es sich um einen journalistischen Jahresrückblick, der redaktionell zu einem großen Teil von Mario D. Richardt gestaltet wurde.
Im Januar 2001 wurde Richardt Redaktionsleiter von punkteins oberlausitz TV. Im Mai 2001 wechselte er zum Mitteldeutschen Rundfunk (MDR). Zunächst übernahm er die Rolle eines Reporters und Bettentesters in der fünfteiligen Unterhaltungssendung Ab ins Bett, die er an der Seite von Alexandra Klim präsentierte. Seit September 2001 moderiert Richardt beim MDR die wöchentliche Sendung Mach dich ran.
Von Oktober 2006 bis Mai 2008 schrieb Richardt Online-Kolumnen für die Zeitschrift SUPERillu. 2008 erschien Richardts erstes Buch Und kommen Sie gut in die Betten … mit 44 Kurzgeschichten. Im Sommer 2013 erschien sein zweites Buch Leerer Kühlschrank, volle Windeln – Vom Single zum Papa.
Von Januar bis Juli 2009 moderierte Richardt das zweistündige Live-Format Hier ab vier zusammen mit Katrin Huß im wöchentlichen Wechsel mit den beiden MDR-Kollegen Peter Imhof und Stephanie Müller-Spirra. Im August 2011 agierte Richardt in der MDR-Samstagabendshow Kling Klang Klong als Lockvogel für die Versteckte Kamera und präsentierte außerdem die Doku Da hat vor 20 Jahren noch keiner dran gedacht. Mit Quizmaster Florian Weber präsentierte er im Mai 2012 Die Mach dich ran-Show.
Von 2015 bis 2023 moderierte Richardt jeweils im Herbst eine Spezial-Reihe über eine ganze Woche mit Vorrunden, Halbfinale und Finale für Kirchen und Kultur-Denkmäler unter dem Titel Mach dich ran SPEZIAL – Das Spiel um die himmlischen 400.000 Euro.
Im Sommer 2016 erschien Mario D. Richardts drittes Buch Papa, jetzt bist du Prinzessin!.
Von 2018 bis 2024 präsentierte er zusätzlich zur regulären Ausgabe jeweils am Karsamstag Mach dich ran – Das Spezial zum Osterfeuer, einem Making-of zur großen MDR-Musikshow jeweils im Anschluss. 2018 war er neben Stefanie Hertel Spielleiter und Co-Moderator der Show Stefanie Hertel – Meine Stars. 2019 präsentierte er gemeinsam mit Uta Bresan live das Finale der Denkmal-Spezials zur Prime-Time in der Sendung Oh happy day – Die Siegershow für unsere Kirche.
2021 entwickelte, moderierte und produzierte Mario D. Richardt den Gesundheitspodcast kernig & gesund. Im November 2022 gewann der Podcast den DGA-Journalistenpreis in der Kategorie TV & Hörfunk.
Richardt ging 2022 zusammen mit Sternekoch Robin Pietsch und Country-Star Linda Feller in einem kleinen Holzboot auf Abenteuerreise. In insgesamt vier Episoden ging es auf der „Yachtwurscht“ von Halle über Saale und Elbe bis nach Dessau – rund um die Uhr beobachtet von sieben Kameras. 2023 wurde das gesamte Material neu geschnitten, unveröffentlichtes Material hinzugefügt und zu einer 90-minütigen Doku zusammengefasst. Abenteuer Saale lief am 30. Juli 2023 um 20.15 Uhr zur Prime Time im MDR.
Im Jahr 2023 gingen die beiden Freunde ein neues Abenteuer an und lieferten sich im Harz bei einer Wander-Challenge eine spannende Stempel-Jagd. Auch daraus wurde ein 90-Minuten-Film mit dem Titel Abenteuer Harz, der am 30. Juli 2024 um 20.15 Uhr im MDR zu sehen war. 2024 waren Mario D. Richardt und Robin Pietsch für ein neues Abenteuer gemeinsam im Wohnmobil unterwegs – und außerdem 2025 für eine weitere Doku-Reihe für das Abenteuer Sächsische Schweiz.
Richardt lebt in Leipzig. Er ist verheiratet und Vater von zwei Töchtern.

## Veröffentlichungen
- 2008 Und kommen Sie gut in die Betten … – Aus dem Alltag eines Fernsehmoderators (Buch), Lehmanns Media, Berlin, ISBN 978-3-86541-260-7
- 2008 Und kommen Sie gut in die Betten … – Aus dem Alltag eines Fernsehmoderators (Hörbuch), Monarda Publishing House, Halle, ISBN 978-3-939513-38-4
- 2013 Leerer Kühlschrank, volle Windeln – Vom Single zum Papa (Buch), Eulenspiegel Verlag, Berlin, ISBN 978-3-359-02398-2
- 2016 Papa, jetzt bist du Prinzessin! – Aus dem turbulenten Alltag eines Vaters (Buch), Eulenspiegel Verlag, Berlin, ISBN 978-3-359-01713-4
- seit 2021 kernig & gesund – Der Gesundheitspodcast
- 2025 Mach dich schlank – Insulinresistenz als Ursache von Übergewicht erkennen und stoppen (Buch), Knaur MenSana, München, ISBN 978-3-426-56240-6
- 2025 Mach dich schlank – Insulinresistenz als Ursache von Übergewicht erkennen und stoppen (Hörbuch), Argon Balance, Berlin, ISBN 978-3-7324-8492-8

## Fernsehformate

### Beim MDR
- seit 2001: Mach dich ran (bisher über 975 Folgen, wöchentlich)
- 2001: Ab ins Bett
- 2002: Aprilscherz oder Osterbrauch?
- 2002: Gelacht vor acht – Der Spaß liegt auf der Straße
- 2003: Marios Eierlauf
- 2003: Die Spaßstraße
- 2004: Das Harzer Hexenstieg-Duell
- 2004: Schrebers Wunderland
- 2006: Das Wandern ist des Sängers Lust
- 2007: Hits made in Italy
- 2008: Die Jagd nach dem Mock
- 2009: Hier ab vier
- 2009: Hier ab vier – Die Sommertour
- 2011: Da hat vor 20 Jahren noch keiner dran gedacht
- 2011: Kling Klang Klong (als Gast)
- 2012: Die Mach dich ran-Show
- 2015, 2017, 2019 und 2023: Mach dich ran SPEZIAL – Das Spiel um die himmlischen 400.000 Euro
- 2016 und 2018: Mach dich ran SPEZIAL – Das Denkmal-Spiel um 400.000 Euro
- 2018, 2019, 2022, 2023 und 2024: Mach dich ran – Spezial zum Osterfeuer
- 2019: Oh happy day – Die Siegershow
- 2020: Mach dich ran – Miteinander stark (Spezial zur Corona-Krise)

### Bei Oberlausitz TV
- 1998: Hitzefrei – Das Sommermagazin
- 1998–2001: Wochenjournal
- 1998–2001: Tagesjournal
- 1999–2001: Sportjournal
- 2000–2001: Pommes mit Mario
- 2000: Advents-Teleshop
- 2001: Stars on Ice 2001
- 2001: Mario kommt
- 2001: Weihnachten in der Oberlausitz

## Belege
1. ↑  https://www.tag24.de/leipzig/kultur-leute/leipzig-da-hat-er-sich-aber-richtig-rangemacht-super-mario-eine-tochter-fuer-den-mdr-liebling-2075379

| Personendaten    | Personendaten              |
| ---------------- | -------------------------- |
| NAME             | Richardt, Mario            |
| KURZBESCHREIBUNG | deutscher Fernsehmoderator |
| GEBURTSDATUM     | 1. März 1976               |
| GEBURTSORT       | Berlin                     |